# Стони Крик Милс (Пенсилванија)
Стони Крик Милс (енгл. Stony Creek Mills) насељено је место без административног статуса у америчкој савезној држави Пенсилванија.

## Демографија
По попису из 2010. године број становника је 1.045.
| Група             | 2000.    | 2010.       |
| Белци             | 0 (0,0%) | 913 (87,4%) |
| Афроамериканци    | 0 (0,0%) | 11 (1,1%)   |
| Азијати           | 0 (0,0%) | 0 (0,0%)    |
| Хиспаноамериканци | 0 (0,0%) | 99 (9,5%)   |
| Укупно            | 0        | 1.045       |